# Бенневиц, Антонин
Антонин Бе́нневиц (чеш. и нем. Antonín Bennewitz; 26 марта 1833 — 29 мая 1926) — чешский скрипач, дирижёр и музыкальный педагог.

## Биография
Сын немца и чешки. В 1852 году окончил Пражскую консерваторию по классу Морица Мильднера. В 1852—1861 годах — скрипач пражского Сословного театра, одновременно выступал в различных европейских странах как солист. В качестве ансамблевого исполнителя принимал участие в премьере Фортепианного трио Бедржиха Сметаны Op. 15 3 декабря 1855 года (с виолончелистом Юлиусом Гольтерманом и автором в партии фортепиано); в дальнейшем играл первую скрипку в струнном квартете Пиксиса, сменив за пультом своего учителя Мильднера. Как дирижёр впервые исполнил, в частности, симфонические поэмы Антонина Дворжака «Водяной», «Полуденница» и «Золотая прялка» в полуприватном концерте 3 июня 1896 года.
С 1865 года — профессор Пражской консерватории, а в 1882—1901 годах её директор; официальный сайт Пражской консерватории называет период руководства Бенневица «золотым временем». Он был одним из основателей Kammermusikverein, чьи национальные идеалы побудили Бедржиха Сметаны написать свой струнный квартет e-moll «Из моей жизни».
К ученикам Бенневица принадлежали крупнейшие чешские музыканты рубежа XIX—XX веков: Отакар Шевчик, Франц Легар, Оскар Недбал, Йозеф Сук, Франтишек Ондржичек, Карел Галирж и др., русский композитор чешского происхождения Андрей Кадлец